# Драндский собор

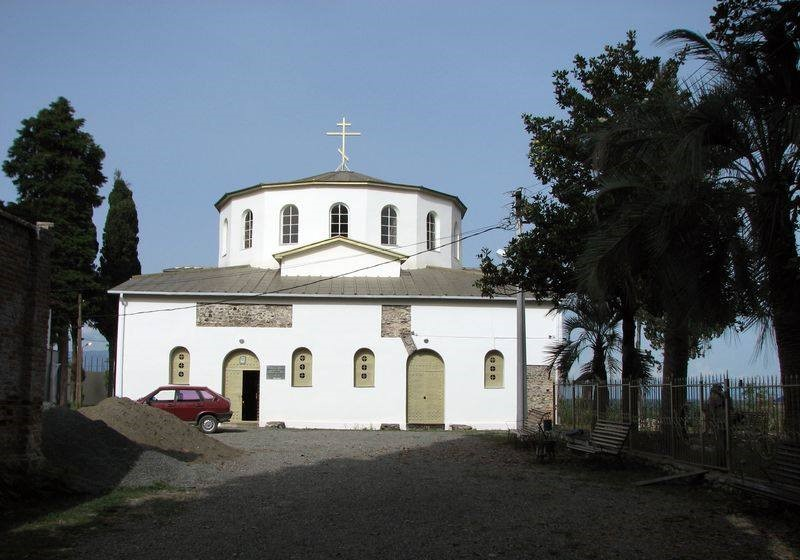
Собор Дранда. 2025 год.

Драндский собор (абх. Драндатәи акатедральтә) — собор Успения Пресвятой Богородицы в Абхазии, храм раннехристианского периода, расположенный в Драндском монастыре на окраине села Дранда, в 23 км к юго-востоку от Сухума, на правом берегу реки Кодор. Основание Драндского храма предположительно относится к VI—VII векам. По мнению археолога Л. Г. Хрушковой, по своим размерам, архитектурному стилю и сохранности Драндский храм является единственным в своём роде в Восточном Причерноморье и, вероятно, в Закавказье. Исследователи выдвигали разные предположения о дате постройки церкви, определении её архитектурного типа, принадлежности грузинской или византийской культурным традициям. Драндский памятник стоит особняком, его трудно отнести к какой-либо группе похожих сооружений. Многократные реставрации изменили первоначальный вид древнего храма. Многие исследователи, учитывая отличительные особенности грузинской и византийской архитектуры, считают, что Драндский собор отражает в большей степени традиции ранневизантийского периода. Это ротонда, совмещённая с подкупольным крестом и вписанная в прямоугольник 27,3×19,5 м, с тремя гранёными апсидами.

## История
Драндский собор предположительно был построен в VI—VII веках. Изначальное посвящение драндского храма неизвестно. Итальянский путешественник Джованни Лука Кьявари впервые упоминает его под 1630 годом как церковь Пресвятой Богородицы. Во всё время существования Драндской епархии (вторая половина X века — вторая половина XVII века) он служил резиденцией епископов «дранделей». В 1637 году храм был разорён. В рамках идейно-политического порабощения края турки интенсивно насаждали в Абхазии мусульманскую религию. В XVII—XVIII веках христианство здесь уступило место исламу. Храмы подверглись разграблению и были сожжены турками-мусульманами. Драндский храм, как и другие христианские, был заброшен. В 1835 году Дранда была занята царским отрядом Русской императорской армии генерала Ахлёстышева как стратегический пункт. Состояние храма в то время М. Селезнёв описал так: «Храм, сложенный из полированного плитняка ещё цел и до занятия русскими служил жителям загоном для скота. По стенам, куполу и расщелинам росли по большей части фиговые деревья, с ними переплетался виноградник вместе с другими лианами. Вид был чрезвычайный, какого не представляло ни одно старинное здание за Кавказом. Несмотря на вековое запустение храма … он довольно прочен, кое где по стенам осталась живопись».

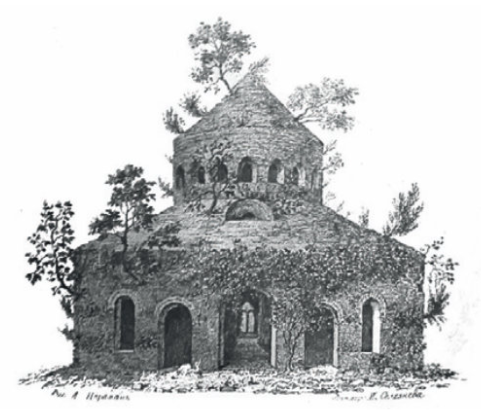
Успенский собор. Литография с рисунка А. Д. Нордмана. 1835 год.

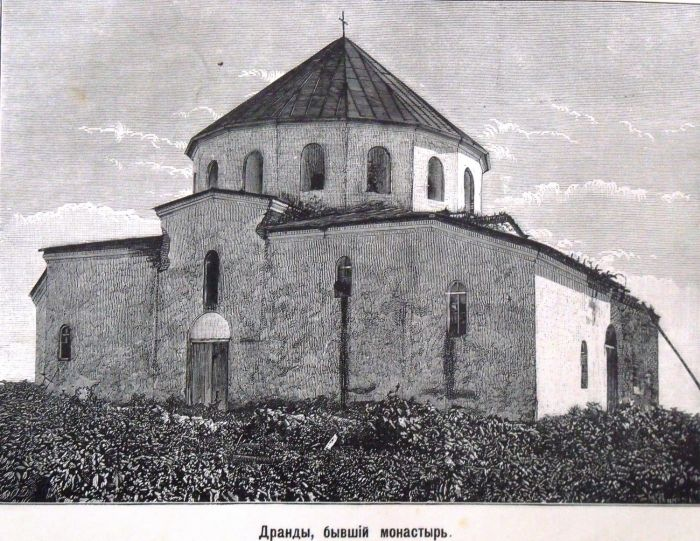
Успенский храм Драндского монастыря. 1899 год.

Фредерик Дюбуа де Монперё, побывав в Абхазии в 30-х годах XIX века, сообщал, что в Драндском храме сохранился древний мраморный иконостас. Российский и грузинский историк, археолог и этнограф Дмитрий Бакрадзе, посетив Драндский собор в 1860 году, сообщал, что храм был расписан фресками. Он видел древнее изображение «Спасителя» и несколько святых во весь рост, а также картину «Преображение». В 1846 году С. Саблин так определил сюжеты росписей: Спаситель — в куполе, архангел Михаил — возле западных дверей, святой Нил — на северной стене, композиция «Благовещение» с иконографически редкой фигурой коленопреклонённой Богородицы — на южной стене. Однако росписи со временем полностью разрушились и во время реставраций храма восстановлены не были.
В 1868—1869 годах собор был «наспех отреставрирован», но во время Русско-турецкой войны 1877—1878 годов его снова разрушили. 9 (21) мая 1881 года Святейший Синод постановил учредить при Драндском соборе мужской монастырь (закрыт в 1928 году и превращён в тюрьму). Новая капитальная реставрация храма была проведена в 1880—1883 годах. При этом были сделаны некоторые изменения: нартекс соединили центральным проёмом с основным пространством, из-за недостатка средств вместо прежней облицовки стены оштукатурили как снаружи, так и изнутри, пол залили цементным раствором, крышу покрыли железом и окрасили медянкой. В диаконнике был устроен придел во имя Николая Чудотворца, где первоначально совершались богослужения. 27 сентября (9 октября) 1886 года храм был освящён Имеретинским епископом Гавриилом в честь Успения Божией Матери. В 1900 году была изменена наружная форма купола; его сделали выше и обработали на манер русских церквей. На куполе установили новый железный позолоченный крест весом 25 пудов (409,5 кг), украшенный зеркальными стёклами.
В результате многочисленных реставраций первоначальный вид древнего храма изменился. Внутренняя стенная роспись и мраморный иконостас исчезли. И внутри, и снаружи были сооружены аляповатые пилястры в ложноклассическом стиле. Вместо южного и северного входов были устроены окна, заложен центральный западный проход из нартекса. В ходе реставрационных работ 1978 года были удалены многочисленные переделки различных времён, в том числе луковичный купол и центральный западный вход в нартекс. Рукава креста получили двускатное покрытие (первоначально оно, вероятно, было позакомарным). В оштукатуренных и побеленных стенах церкви были оставлены для обозрения несколько фрагментов древней кладки.
10 февраля 2011 года правительство Абхазии передало Драндский собор Успения Пресвятой Богородицы в безвозмездное и бессрочное пользование Абхазской православной церкви.

## Основание и архитектурный тип памятника

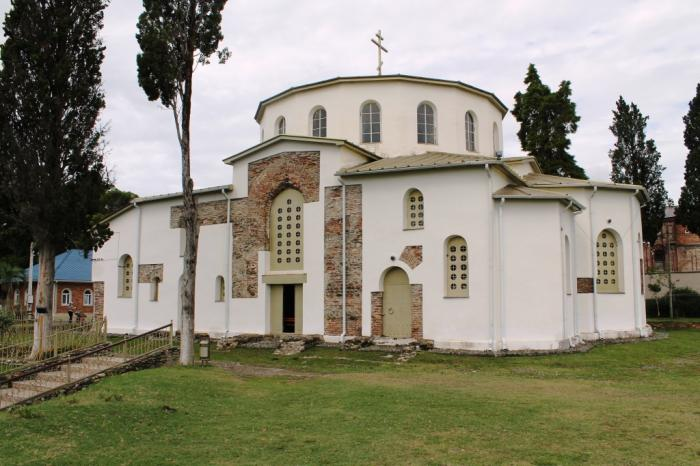
Драндский собор (вид с юга). 2010 год.

Датировка и тип храма спорны из-за отсутствия подобных строений не только в Абхазии, но и во всём Закавказье. Г. Н. Чубинашвили датировал Драндскую церковь VIII веком и включил её в группу грузинских памятников «типа Джвари», указывая на существенное отличие Дранды от храма Джвари, который является тетраконхом и без нартекса, в отличие от Дранды. К типу Джвари церковь относили также Л. Д. Рчеулишвили, В. Г. Цинцадзе, Р. C. Меписашвили, отмечая в строительной технике Дранды византийские черты: их важной характеристикой является то, что купол лишён барабана. Позже Р. C. Меписашвили, высказывая другую точку зрения, писала, что «памятники типа Джвари имеют отличительную от Дранды и более сложную структуру». Историк датировала Драндский храм на основе стилистического анализа VIII—IX веками. Археомагнитный анализ определил дату церкви VIII (±50 лет) веком. Э. Нойбауэр (1978), М. К. Хотелашвили и А. Л. Якобсон (1984), В. А. Леквинадзе (1985) считали Дранду византийским памятником и критиковали концепцию грузинского типа, указывая на существенные отличия храма в Дранде от Джвари, выраженные в отсутствии черт тетраконха, в наличии прямоугольного внешнего абриса, нартекса, трёх апсид, византийской кладки из плинфы, в отсутствии скульптурной архитектурно-пластической декорации, в низких пропорциях здания и купола. По их мнению, арочки-перемычки между апсидами (если они поздние) могут свидетельствовать лишь о грузинском влиянии на одном из этапов существования храма, не принимая также датировку храма VIII веком, опирающуюся на эволюцию грузинского зодчества. Археологи основывали свои выводы на датировке собора в значительной степени на анализе амфор, обнаруженных на купольных сводах. Амфоры Дранды по форме подразделяются на семь типов. Разные типы драндских амфор укладываются в рамки конца IV — второй половины VII века. Учитывая хронологию амфор и структуру алтарной части Дранды — развитого трёхчастного алтаря с жертвенником и диаконником, Л. Г. Хрушкова предлагает датировать церковь второй половиной VII века. В. А. Леквинадзе, сужая датировку амфор V—VI веками, отнёс постройку Дранды к Юстиниановскому периоду и датировал её VI веком.

## План храма и конструкции

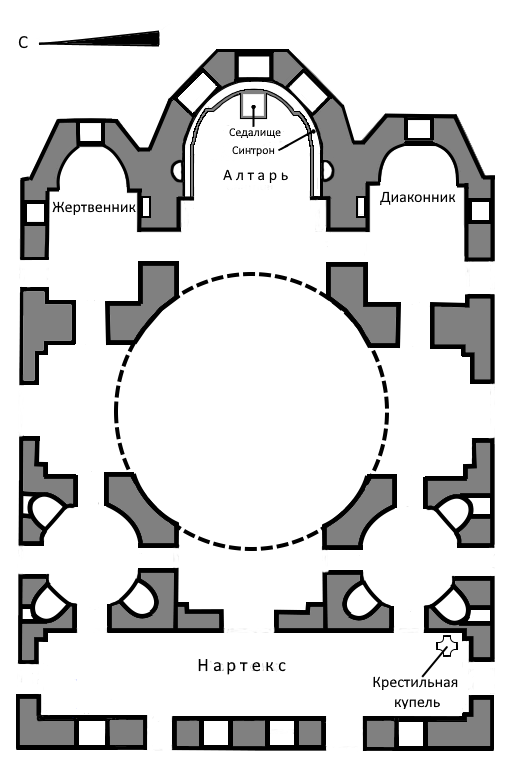
План-реконструкция крестово-купольной церкви в селе Дранда.

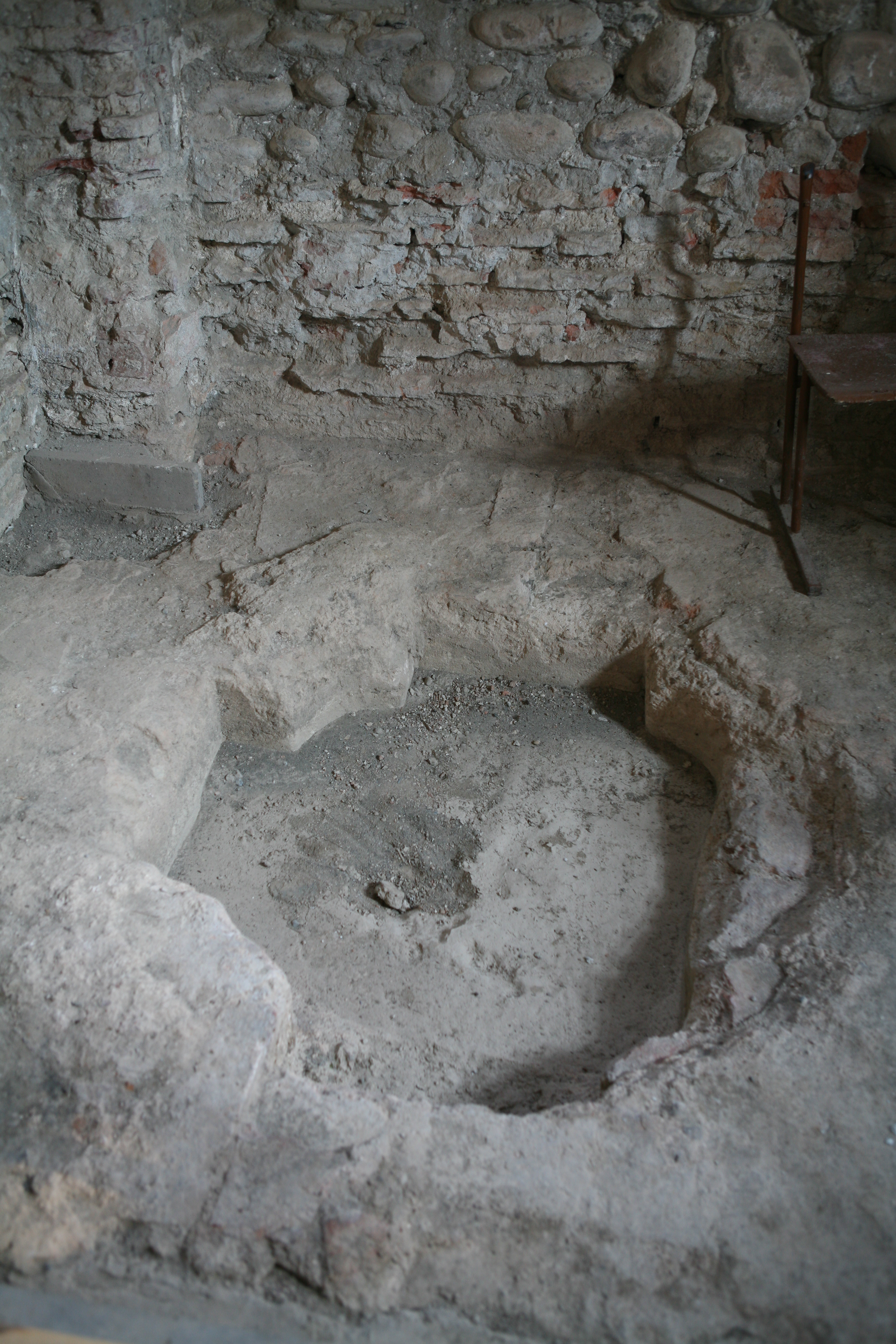
Крестильная купель (до реконструкции).

В плане Драндская церковь представляет собой сочетание ротонды и креста, что определяет наружные объёмы и внутреннее пространство. Алтарная часть включает центральную апсиду с бемой и две боковые апсиды — жертвенник и диаконник, имеющие сообщение с алтарём и основным пространством церкви. В боковых апсидах имелись также выходы наружу, восточнее которых устроены окна. Позднее часть проёмов всех помещений была заложена. Центральная апсида имеет пятигранную форму снаружи и полуциркульную изнутри, боковые — трёхгранные снаружи и полуциркульные изнутри. В западной части храма в углах между рукавами креста и нартексом симметрично боковым апсидам располагаются два круглых помещения, перекрытые низкими купольными сводами, с дверными проёмами по сторонам света и полукруглыми нишами между ними (кроме углов со стороны ротонды), назначения которых неизвестно. Дверные проёмы круглых помещений фланкированы двумя окнами, открывающимися в ниши, над дверями также имеется по окну. Низкий и широкий купол опирается на закруглённые части стен центральной ротонды и своды рукавов креста. Данный способ опоры купола архаичен и напоминает многочисленные ротонды императорского Рима. В северном и южном рукавах находятся дверные проемы, над которыми устроены высокие окна. Западная стена западного рукава (перегородка с нартексом) была разобрана в XIX веке.

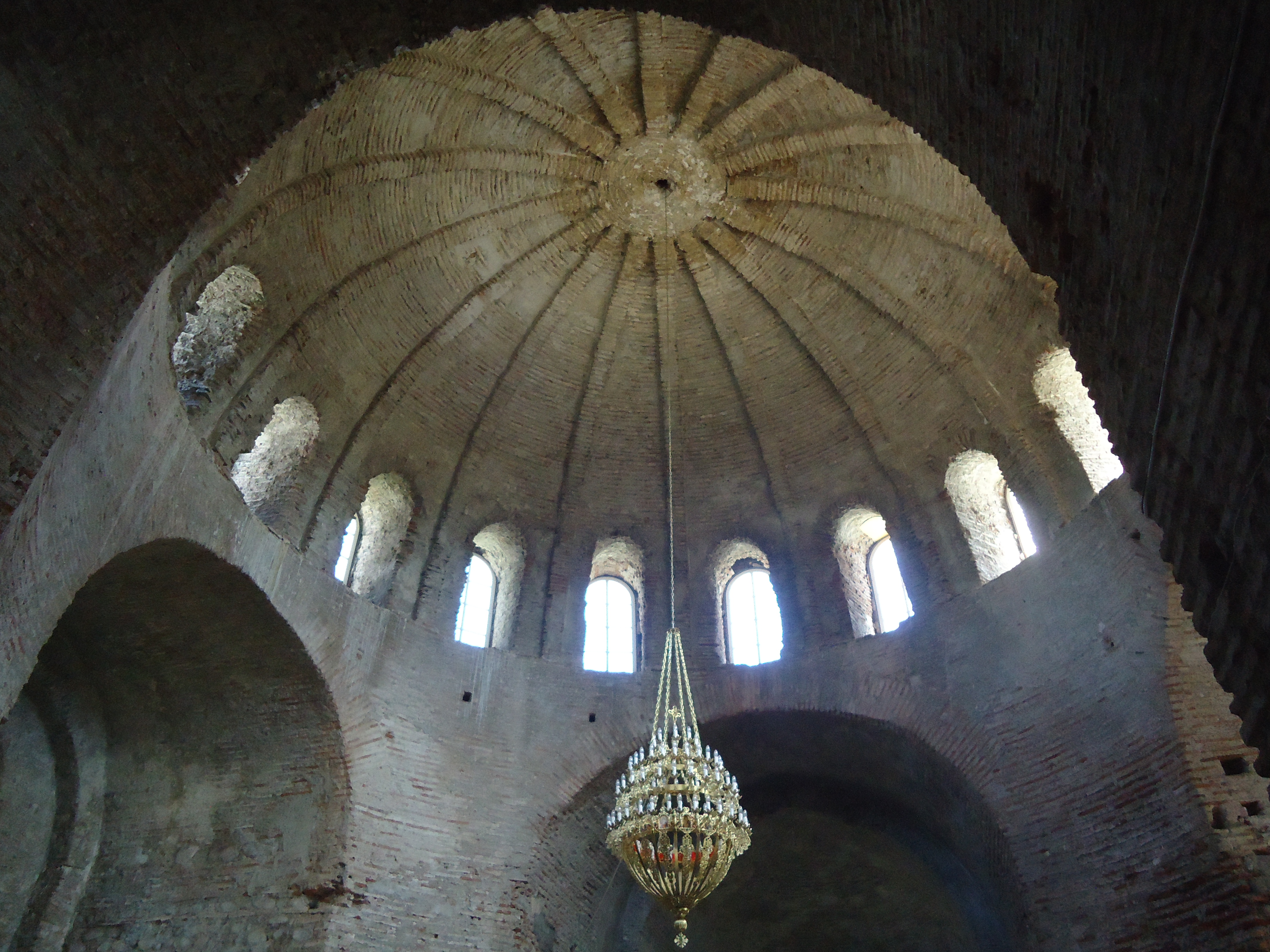
Купол собора.

Большой купол имеет типичную ранневизантийскую структуру — на рёбрах-нервюрах без барабана; низкий 16-гранный барабан выражен только снаружи. Купол определяет внутренний интерьер храма. Удлинённый восточный рукав креста является доминирующим. Во всех четырёх углах нефа расположены помещения: пастофории в восточной части и небольшие круглые помещения — в западной. Пониженный нартекс имеет две двери в западной стене и два широких входа в южной и северной, защищённые портиками, от которых сохранились только фундаменты. Уникальная особенность храма — наличие в западной стене двух боковых входов и отсутствие центрального. Это не нашло пока убедительного объяснения ни в контексте византийской, ни в закавказской архитектуре. У церкви хорошее естественное освещение: 16 больших окон в основании купола дают свет основному пространству. Окна есть во всех помещениях. Центральная апсида имеет три окна, боковые — по одному. Главный купол укреплён радиально расходящимися выступами-гуртами. Купола малых ротонд западной части опираются непосредственно на стены, что придаёт им античный вид. Помещения жертвенника и диаконника тоже перекрыты низкими куполами, без барабанов, а переход от стен к куполу осуществляется с помощью парусов. Остальные части храма имеют сводчатые перекрытия. К внутренней стене центральной апсиды примыкает скамья-синтрон, в центре которого находится седалище. Сохранилось основание алтарной преграды, замыкающей бему. В южной части нартекса, ближе к восточной стене, располагается крестильная купель.

### Крестильная купель
Крестильная купель была открыта в нартексе в 1981 году. Рядом с купелью были раскопаны погребения. Однако сведений о захоронениях не сохранилось. Купель представляла собой небольшое крестообразное в плане углубление размерами 1,12×1,13 м, расположенное ниже уровня пола на 0,25×0,28 м с небольшим уклоном к югу для стока воды. Купель изнутри облицована гидрофобной обмазкой красноватого цвета. Форма крестильни в сочетании креста и круга упрощённо напоминает план самой церкви. С западной стороны купель имела небольшую ступеньку для входа. Вода вытекала по небольшому круглому каналу в южной стенке купели и выводилась наружу через фундамент в нартексе. Судя по размерам крестильни крещение осуществлялось окроплением без погружения крещаемых. После крещения неофиты переходили в соседнее круглое помещение, где проводился обряд миропомазания. После чего вновь окрещённый имел уже возможность вступить в главное пространство церкви. Первая часть обряда крещения — экзорцизм проводился в нартексе.

## Внешний вид и технология строительства

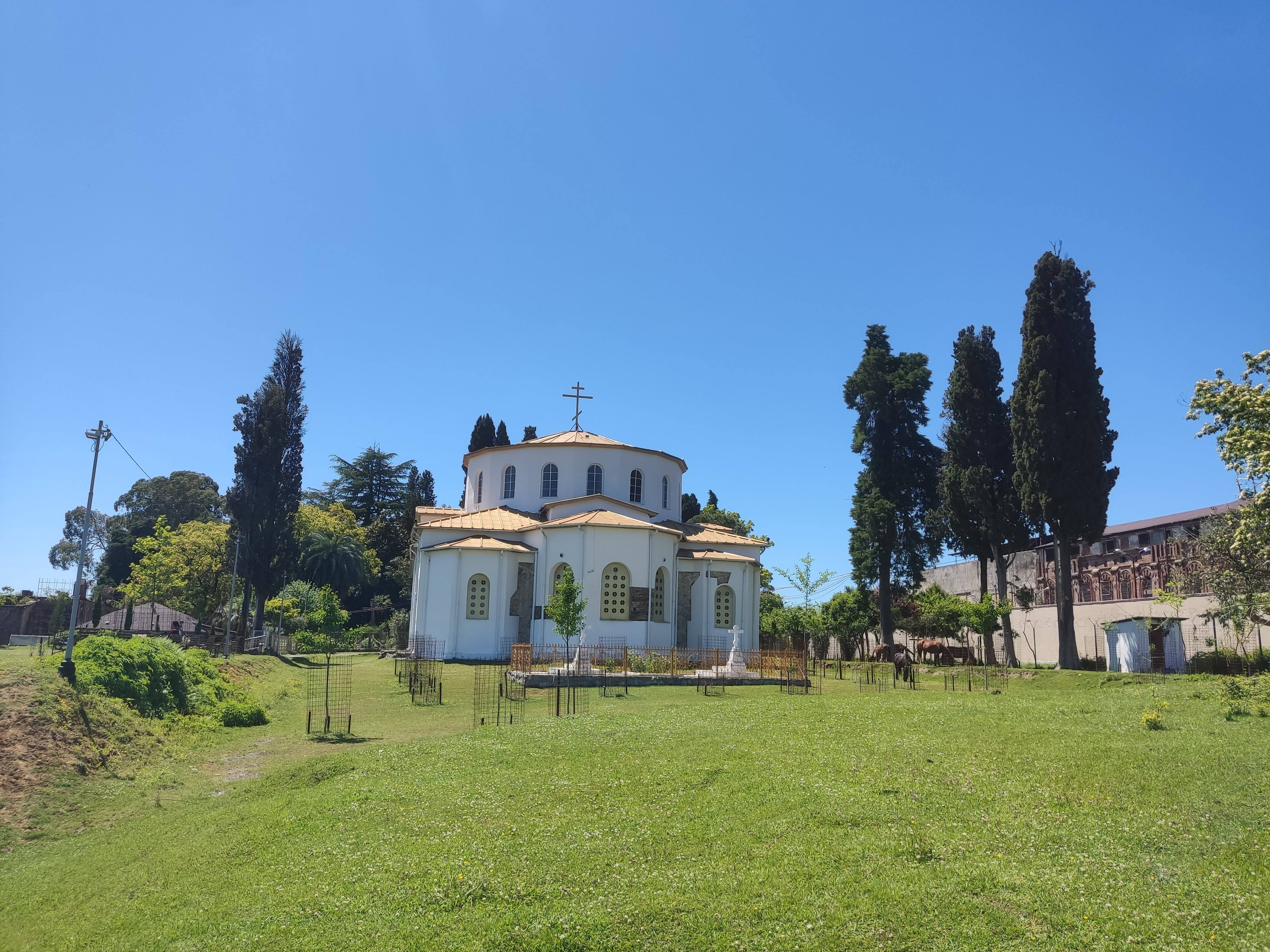
Апсиды храма (вид с востока). 2022 год.

Снаружи собор имеет приземистый вид, так как низкий купол не имеет барабана. Широкий шестнадцатигранный купол церкви похож на купола известных константинопольских церквей Святой Софии и Святых Сергия и Вакха. Гладкие кирпичные простые недекорированные фасады усиливают это сходство. Пластически выделяется восточная сторона — главный фасад с тремя выступающими гранёными апсидами. В местах соединения апсид образуются арочные ниши. Форма полигональных апсид находит своё соответствие в многогранном куполе. Стены выложены в основном из кирпича (плинфы), лишь в наружных фасадах кое-где кирпич сочетается с нетёсаным камнем (булыгой, известняком, песчаником). Вставки из камня встречаются также в маловажных частях здания, в основном в нартексе. Облицовка интерьера, криволинейные части: апсиды, своды, арки кирпичные. Кирпич ровный, узкий и длинный, хорошо обожжённый. Толщина раствора между рядами кирпича составляет от 4 до 6 см. Кладочный раствор содержит примесь дроблёной керамики. Драндский собор является образцом кирпичной архитектуры, непривычной для Кавказа раннесредневекового времени. Ремонты храма позднейших периодов хорошо просматриваются на фасадах в тех местах, где поздний кирпич отличается от древнего более мелкими размерами и худшим обжигом — он рыхлый, пористый и ломкий. Пол залит известковым бетоном с примесью дроблёной керамики. В некоторых помещениях пол вымощен кирпичом. Крыша была покрыта черепицей оранжевого цвета с прямыми суженными бортиками высотой 4 — 6 см. Арочки-перемычки ниш, образованные в местах соединения апсид выполнены также из черепицы, а не из кирпича, что может указывать на их более позднее происхождение. На сводах церкви были обнаружены амфоры, которые укладывались и заливались раствором для облегчения конструкции. Некоторые драндские амфоры (с круглым корпусом), использованные на сводах церкви, укладываются в хронологические рамки VI — второй половины VII века.

## Иконографическиескульптурные плиты
П. С. Уваровой в конце XIX века были опубликованы две хорошо иллюстрированные плиты из драндской церкви, впоследствии утраченные. Обе плиты с сюжетными композициями выполнены из известняка. На одной плите (правая часть плиты утрачена) изображена композиция «Христос во славе» — фигура Христа на троне с кодексом в левой руке. Слева от Христа изображены фигуры двух стоящих ангелов, которые должны были повторяться и с правой стороны. Рельеф фигуры Христа в области головы значительно повышен. Скульптором был создан величественный монументальный образ, соответствующей иконографической теме. Жесты рук ангелов обращены в сторону Христа, а лица — к зрителю. Эта плита может относиться к V веку; она могла попасть сюда из какой-либо другой церкви. Сюжетный рельеф относится к серии небольших плит с символическими мотивами, на которых никогда не изображаются человеческие фигуры.
На другой плите представлена композиция Деисуса. В центре стоит благословляющий Христос с кодексом в левой руке. Справа от него изображена Богородица с жестом моления, обращённом к Иисусу. Фигура Иоанна Крестителя утрачена. Вероятно, что эта плита была частью алтарной преграды. С VII века тема Деисуса являлась постоянным элементом декорации византийских алтарных преград. Рельефные плиты помещались в интерколумниях. Вероятно этот рельеф был выполнен в X веке для украшения драндской церкви, которая не раз переживала ремонты и обновления.
На линии алтарного ограждения был обнаружен ещё один архитектурный фрагмент средневизантийского времени — мраморный блок, украшенный мотивом арочек. Он был, вероятно, частью архитрава алтарной преграды. Подобные архитравы хорошо известны в архитектурной пластике средневизантийского периода. Мраморный блок может относиться тоже к X веку, как и плита с Деисусом. В это время в драндской церкви, вероятно, проводились работы по обновлению и украшению интерьера.

## Иконостасы[''К'' 10]
Главный иконостас почти весь был покрыт позолоченной на полименте резьбою с резными золочёными колоннами. Резные Царские врата — также вызолоченные на полименте. На вратах изображены четыре образа: на двух Благовещение Пресвятой Девы Марии, на двух других — четыре евангелиста. Над Царскими вратами находилась резная позолоченная сень, в которой располагался образ Божией Матери в серебряной ризе с вызолоченными эмалевыми украшениями. Все иконы в иконостасах располагались в два яруса; они были писаны московскими живописцами и украшены позолоченной чеканкой. В первом ярусе справа от Царских врат находились иконы: Господь Вседержитель, над ним — Крещение Господне и сошествие Святого Духа на апостолов; на южной двери — архистратига Михаила, над ним — Сретение Господне и Воздвижения Животворящего креста Господня, и храмовая икона Успение Божией Матери размерами 3 аршина 2 вершка × 2 аршина располагалась в отдельном резном иконостасе, а над ней — икона преподобных отцов Афонских.
В первом ярусе слева от Царских врат размещались иконы: Божией Матери, сидящей на троне с предвечным Младенцем, над ними — Рождество Богородицы и введение Девы Марии во храм; на северной двери — архангела Гавриила, над ним — Вход Господня в Иерусалим, Святой Троицы и поясная Иверская икона Божией Матери размерами 3 аршина 2 вершка × 2 аршина находилась в отдельном резном иконостасе, а над ней — икона преподобных отцов Печерских.
Во втором ярусе главного иконостаса над Царскими вратами и сенью между резными колоннами находилась икона Коронование Божией Матери; справа от неё — Вознесение Господне и Рождество Иоанна Предтечи. С левой стороны — Преображение Господне и Рождество Христово.
Иконостас для Никольского придела первоначально был устроен самими монастырскими монахами; ими же были написаны и иконы. Но затем как для придела, так и для главного храма иконостасы и иконы были заказаны и изготовлены в Москве. Иконостас придела и иконы в нём такой же работы, как и в главном храме, но в меньшем количестве. Иконы на Царских вратах: Благовещение Пресвятой Девы Марии и четыре евангелиста. Над вратами — икона Тайной вечери. Справа от Царских врат располагались иконы Иисуса Христа и храмовая — чудотворца Николая; слева от врат — Иверская икона Божией Матери и святого пророка Давида. Во втором ярусе иконостаса находились иконы: посередине Господа Вседержителя, справа от него — Иверская икона Божией Матери и преподобных жён Нины и Матроны, а слева — предание Иисуса Христа Иудою.

## В нумизматике
Банком Абхазии в серии «Исторические памятники Абхазии» выпущены в обращение памятные монеты, на реверсе которых изображены различные исторические памятники Абхазии, в том числе Успенский собор Драндского монастыря.

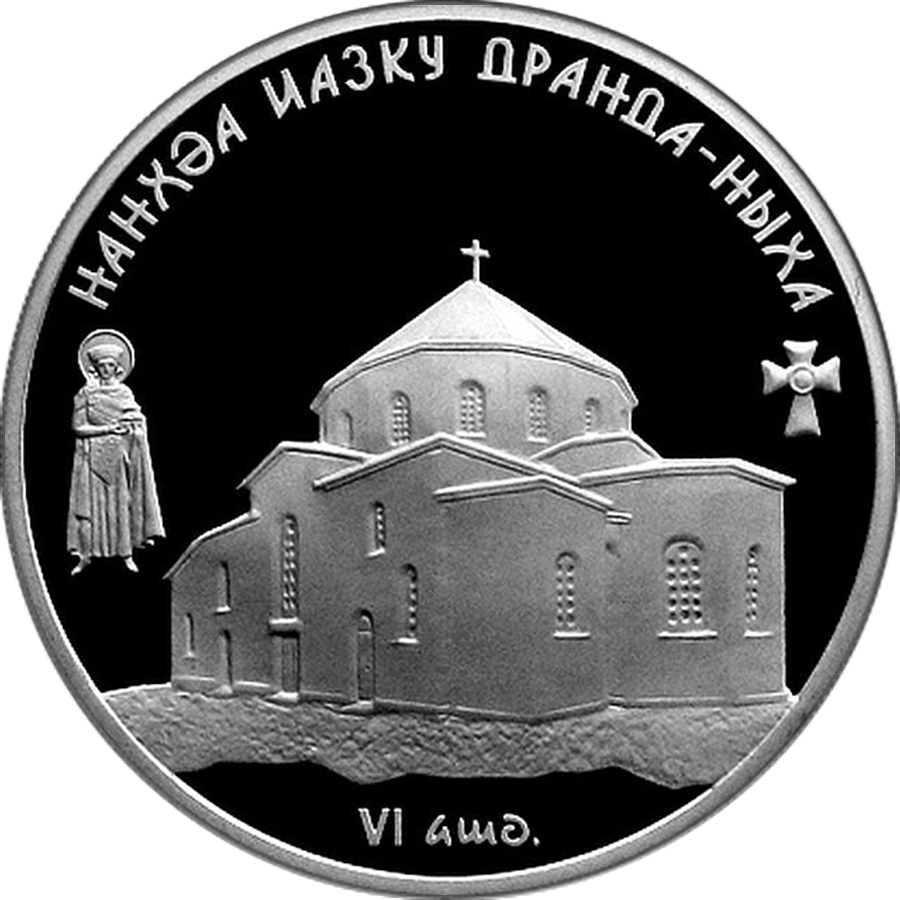
Серебряная монета. 10 апсаров. 6 декабря 2010 год.
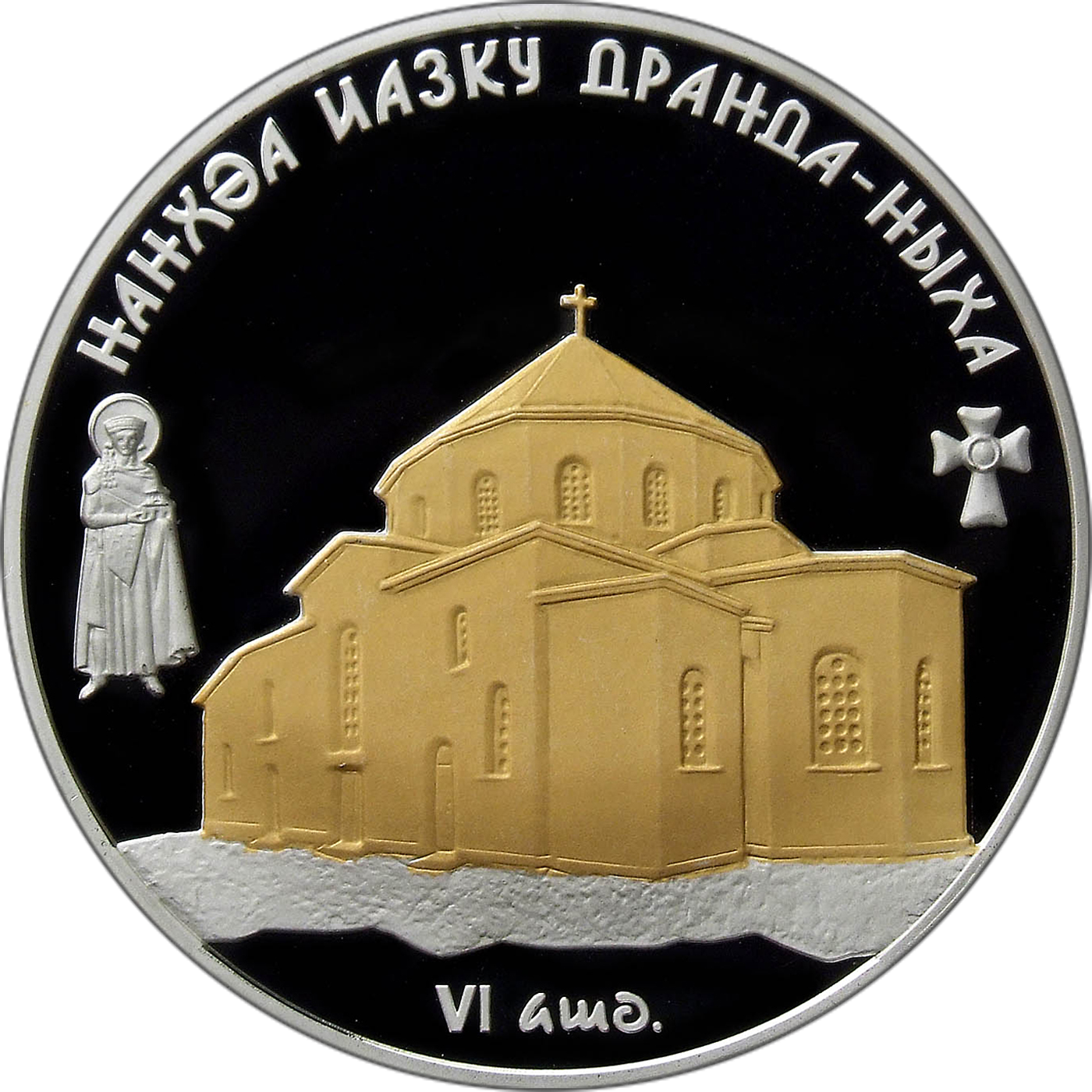
Серебряная монета с выборочным золочением. 10 апсаров. 15 февраля 2012 год.
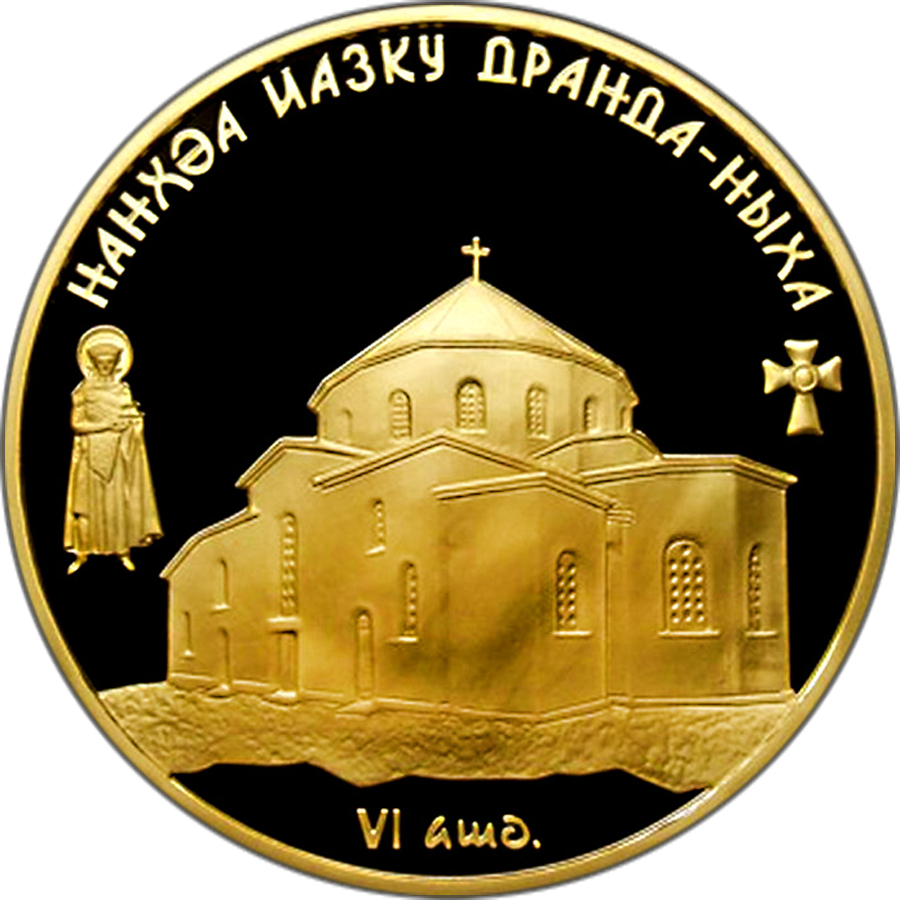
Золотая монета. 50 апсаров. 22 марта 2013 год.
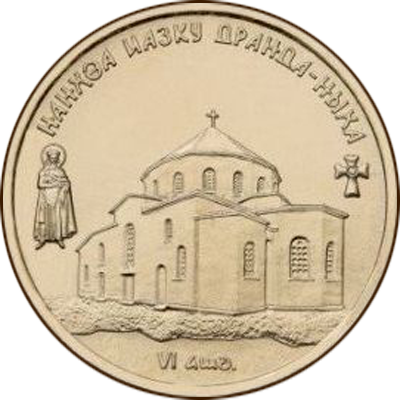
Монета из стали с латунным гальванопокрытием. 1 апсар. 27 июля 2016 год.